# Branden på Hotel Polen

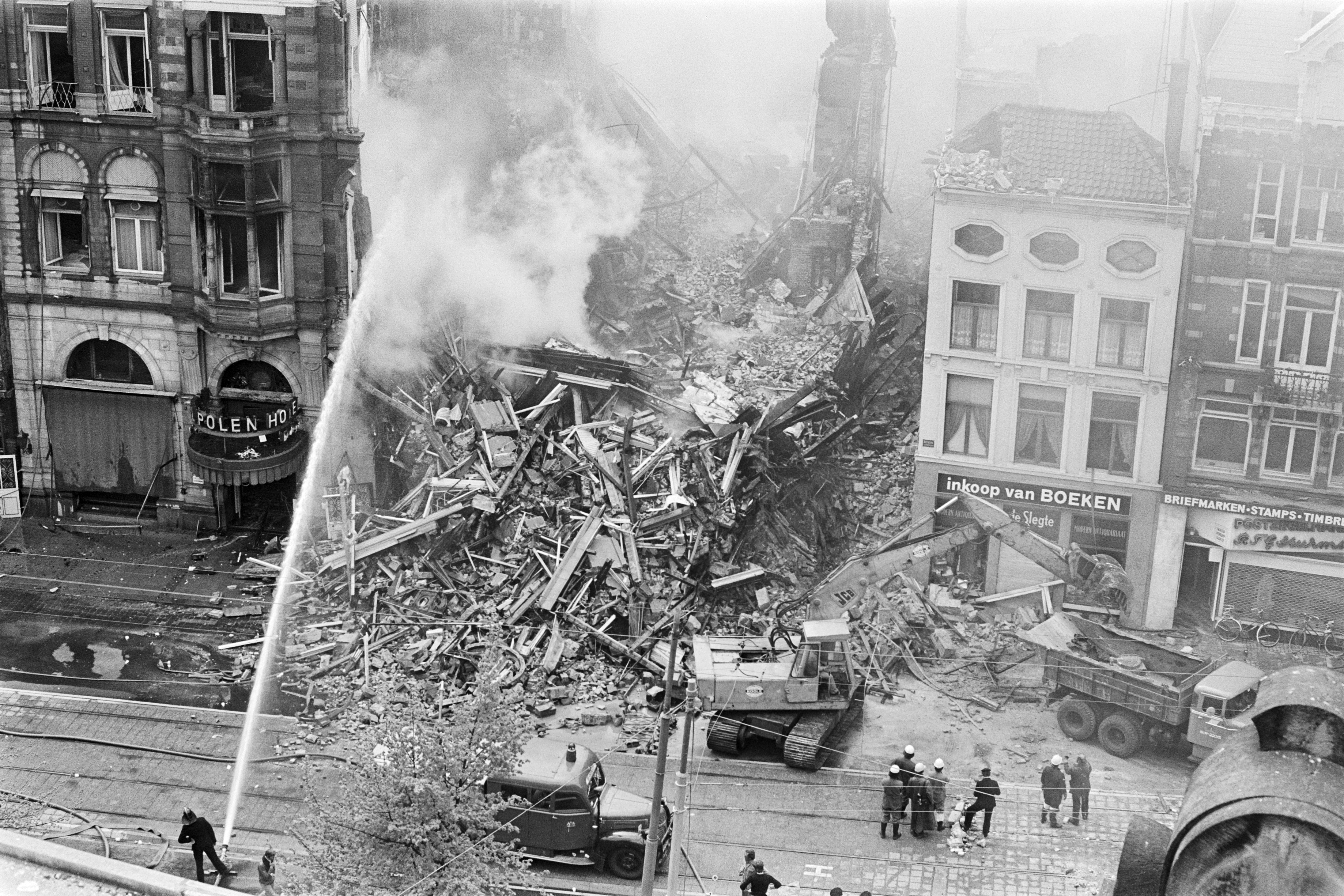
Branden på Hotel Polen

Branden på Hotel Polen ägde rum 9 maj 1977 i Amsterdam, Nederländerna. Branden förstörde Hotel Polen, ett fem våningar högt hotell i centrala Amsterdam, byggt 1891. Vid branden omkom 33 personer, varav 17 svenskar. Brandorsaken är okänd.